# Outgames mondiaux 2006
 Les 1ers Outgames mondiaux est une manifestation sportive et culturelle qui a eu lieu à Montréal (Québec, Canada) du 26 juillet jusqu'au 5 août 2006.
Les premiers Outgames ont reçu plus de 12 000 participants sportifs (soit plus qu'aux JO d'Athènes en 2004) et près de 250 000 touristes venu de l'extérieur de la ville, soit le plus grand événement sportif à se tenir dans la ville depuis les XXIes Jeux olympiques d'été. 5 000 bénévoles ont encadré l'événement.
Les 1ers Outgames mondiaux ont occupé une quarantaine de sites à Montréal (stades, parcs, gymnases, théâtres) pendant sept jours avec la présentation de compétitions dans 35 disciplines.

## Historique
L'événement a ses origines dans une dispute à la suite de la décision de tenir les 7es Jeux gais à Montréal. La Fédération des Jeux gais trouvaient que les plans proposés par le comité Montréal 2006 étaient démésurés, malgré l'octroi de financement par les trois paliers de gouvernement, et que le comité demandait trop d'autonomie. 
Les organisateurs de l'événement montréalais ont décidé de faire cavalier seul et tenir leurs propres jeux quand même, trouvant un parrain chez la Fédération européenne des sports pour gais et lesbiennes (EGLSF), qui organise les EuroGames. La fédération s'intéressait à la tenue d'un événement d'envergure internationale. Ensemble, les organisateurs et la fédération ont créé l'Association internationale sportive pour gais et lesbiennes (GLISA), organisation accréditatrice des Outgames. 
La Fédération des Jeux gais, pour sa part, a décidé de tenir son propre événement, les Jeux gais, à Chicago.
Les Outgames mondiaux sont le deuxième grand événement multisports à Montréal depuis les XXIes Jeux olympiques d'été en 1976. Ils ont utilisé des installations ayant servi aux Jeux olympiques et aux Championnats du monde de natation 2005. Selon les organisateurs, les Outgames mondiaux 2006 furent d'une envergure supérieure à celle des Jeux gais 2006 en quantité d'événements et de participants et en budget. En réalité, des investigations ultérieures ont révélé que le prix à payer pour cette envergure devait être un énorme gouffre financier (lire ci-dessous).

## Conférence internationale
Les Outgames comprenaient une Conférence internationale sur les droits humains des LGBT, ayant eu lieu à Montréal avant les Outgames eux-mêmes. Cette réunion a eu pour but de faire le point sur les droits des LGBT dans le monde en général et dans le monde du sport en particulier. 
La Conférence a eu une assistance de plus de 1 500 délégués et fut donc la plus grande conférence LGBT jamais tenue. Parmi les conférenciers invités se comptent Gene Robinson, Louise Arbour (haut-commissaire aux droits de l'homme de l'Organisation des Nations unies), Claire L'Heureux-Dubé, Mark Tewksbury, Irshad Manji, Zackie Achmat, Georgina Beyer, Waheed Alli et Martina Navrátilová. Elle s'est clôturé avec l'émission de la Déclaration de Montréal sur les droits humains des LGBT, qui sera déposée aux Nations unies. Les délégués ont proposé l'adoption à l'échelle mondiale d'une Journée internationale contre l'homophobie, le 17 mai de chaque année.

## Jeux
Les événements sportifs se sont tenus du 30 juillet jusqu'au 5 août 2006. Avant et pendant son déroulement, les organisateurs annonçaient que l'événement avait attiré 12 000 athlètes et 500 000 spectateurs dans 35 sites de compétitions. À la suite des sérieux problèmes financiers rencontrés par l'événement après sa clôture (il s'est avéré que les Outgames se sont conclus avec un déficit d'environ 600 000$ et non pas les 5 millions de dollars avancés par certains journaux locaux).

### Sports
- Aérobic
- Athlétisme
- Aviron
- Badminton
- Balle-molle
- Basket-ball
- Bateau-dragon
- Billard
- Bridge
- Cross-country
- Culturisme
- Cyclisme
- Danse sportive
- Dynamophilie
- Football (soccer)
- Golf
- Handball
- Hockey sur glace
- Karaté
- Lutte
- Marathon
- Nage synchronisée
- Natation
- Outsplash
- Patinage artistique
- Patins à roues alignées
- Plongeon
- Quilles
- Racquetball
- Squash
- Tennis
- Tennis de table
- Triathlon
- Volley-ball
- Volleyball de plage
- Water-polo

## Programme culturel
Les Outgames ont lieu en même temps que la semaine montréalaise de fierté gaie Divers/Cité; le défilé de la fierté a eu lieu le lendemain des cérémonies d'ouverture.

## Moments marquants
Le député fédéral de la circonscription de Hochelaga, Réal Ménard remporta la médaille d'argent en lutte gréco-romaine dans la catégorie des 74 kilos des 36 ans et plus. Cette médaille d'argent attira une vaste attention médiatique sur les Outgames.

### Concours
Des concours d'ordre culturel se tiendront également dans le cadre des Outgames. Les disciplines seront les suivants :
- Danse carrée
- Danse country western
- Festival de chorales
- Harmonie/Fanfares/Garde de couleurs/Cheerleading
- Bears
- Cuir

### Cérémonies d'ouverture et de clôture
Le programme culturel comprenait également les cérémonies d'ouverture (le 29 juillet) et de clôture (le 5 août), qui comprennent des prestations des artistes suivants :
- Cirque du Soleil
- k.d. lang
- Martha Wash
- Deborah Cox
- Jonas
- Sylvie Desgroseillers
- Diane Dufresne
- Liza Minnelli

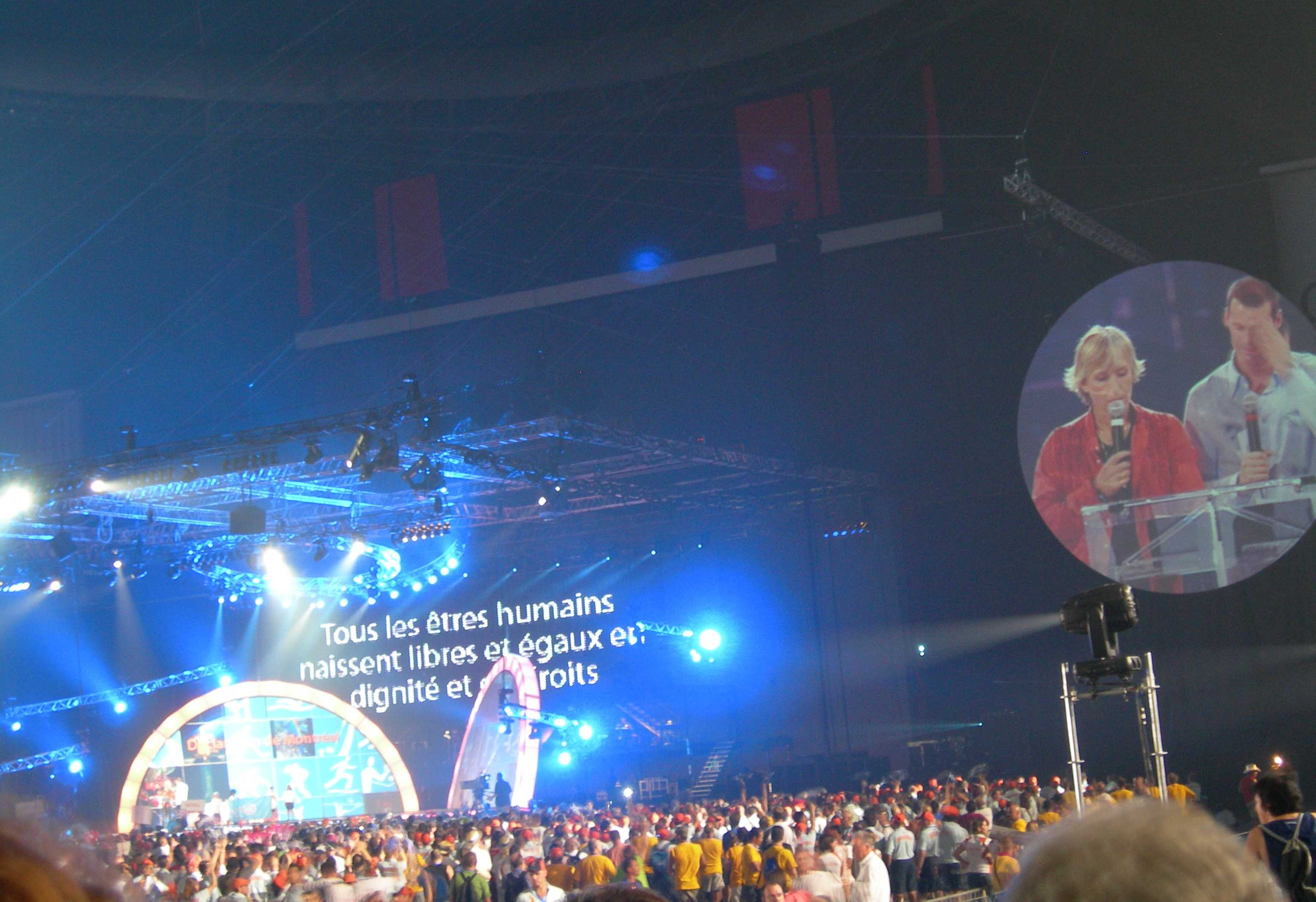
Martina Navrátilová et Mark Tewksbury lisent la Déclaration de Montréal lors de l'ouverture des Outgames le 29 juillet 2006 au Stade olympique.

La cérémonie d'ouverture des Outgames a eu lieu le 29 juillet 2006 au Stade olympique de Montréal et télédiffusée par Radio-Canada. Mark Tewksbury et Martina Navrátilová ont lu la Déclaration de Montréal. Les trois paliers de gouvernement étaient représentés, par Gérald Tremblay, maire de Montréal, Line Beauchamp, ministre de la Culture du Québec, et Michael Fortier, ministre canadien des Travaux publics. Fortier fut longuement hué par la foule, ce qui reflète le mécontentement de la communauté envers les positions du gouvernement conservateur sur les droits des homosexuels, en particulier l'annonce d'une motion pour rouvrir le débat sur les mariages de couples de même sexe au Canada et la Loi sur le mariage civil adoptée par le gouvernement précédent, en 2005. L'intervention du maire a ramené le calme dans l'assistance.
Gérald Tremblay a déclaré ouverts les 1er Outgames Mondiaux. Le spectacle d'ouverture mettait en vedette, entre autres, la chanteuse Diane Dufresne.
Le spectacle de clôture au Stade olympique réunissait sur scène Liza Minnelli, Marjo, Marie-Chantal Toupin, Mélanie Renaud et la DJ Tracy Young. Selon les organisateurs, quelque 32 000 personnes ont assisté au spectacle.

## Déficit financier
Malgré une énorme mise en avant dans les médias et la présence de plus de 12 000 athlètes au Outgames de Montréal, la société organisatrice de l’événement a reconnu un déficit de plus de 600 000 dollars canadiens (923 000 d'euros) en créances diverses sur un budget de 15 millions de dollars. L'une des raisons de cet échec financier est un relatif désintéressement du public aux événements sportifs, ainsi que le nombre de touristes (surtout américains) plus bas que prévu, notamment à cause de la hausse du dollar canadien et de la tenue récente d'un événement similaire, les Jeux gais, à Chicago. Cependant la Ville de Montréal affirme que les retombées économiques de l'événement en termes touristiques sont énormes : plus de 40 millions de dollars.